# Papillaria helminthocladula
Papillaria helminthocladula là một loài Rêu trong họ Meteoriaceae. Loài này được Cardot mô tả khoa học đầu tiên năm 1904.